# Jaunay
Pour les articles homonymes, voir Jaunay (homonymie).
Le Jaunay (initialement la Jaunaye) est une rivière du département de la Vendée et un affluent du fleuve côtier la Vie.

## Géographie
La longueur de son cours d'eau est de 45,52 km.
Le Jaunay prend sa source sur la commune de Venansault à l'altitude 61 m au lieu-dit le Châtellier. Ensuite, il traverse ou devient limite des différentes communes qu'il rencontre jusqu'à la mer : Landeronde, Beaulieu-sous-la-Roche, Aizenay, Martinet, La Chapelle-Hermier, Saint-Julien-des-Landes, Landevieille, L'Aiguillon-sur-Vie, La Chaize-Giraud, Bretignolles-sur-Mer, Givrand et il rejoint la Vie à Saint-Gilles-Croix-de-Vie à l'altitude de 0 m, dans l'estuaire du fleuve.
Son tracé final n'a pas toujours été celui que nous connaissons au XXIe siècle. Trois ou quatre siècles auparavant, le Jaunay était un petit fleuve qui se jetait directement dans l'Atlantique, au droit de son parcours terrestre, vers l'endroit de la côte connu sous le nom de « Roche-Biron », au nord de Bretignolles-sur-Mer.
Une tempête combla son embouchure par une nouvelle dune[Quand ?], inondant l'arrière-pays et modifiant ainsi son cours au travers des marais en arrière du cordon dunaire, jusqu'à la Vie dans laquelle il se jette maintenant, dans le port de Saint-Gilles-Croix-de-Vie. 

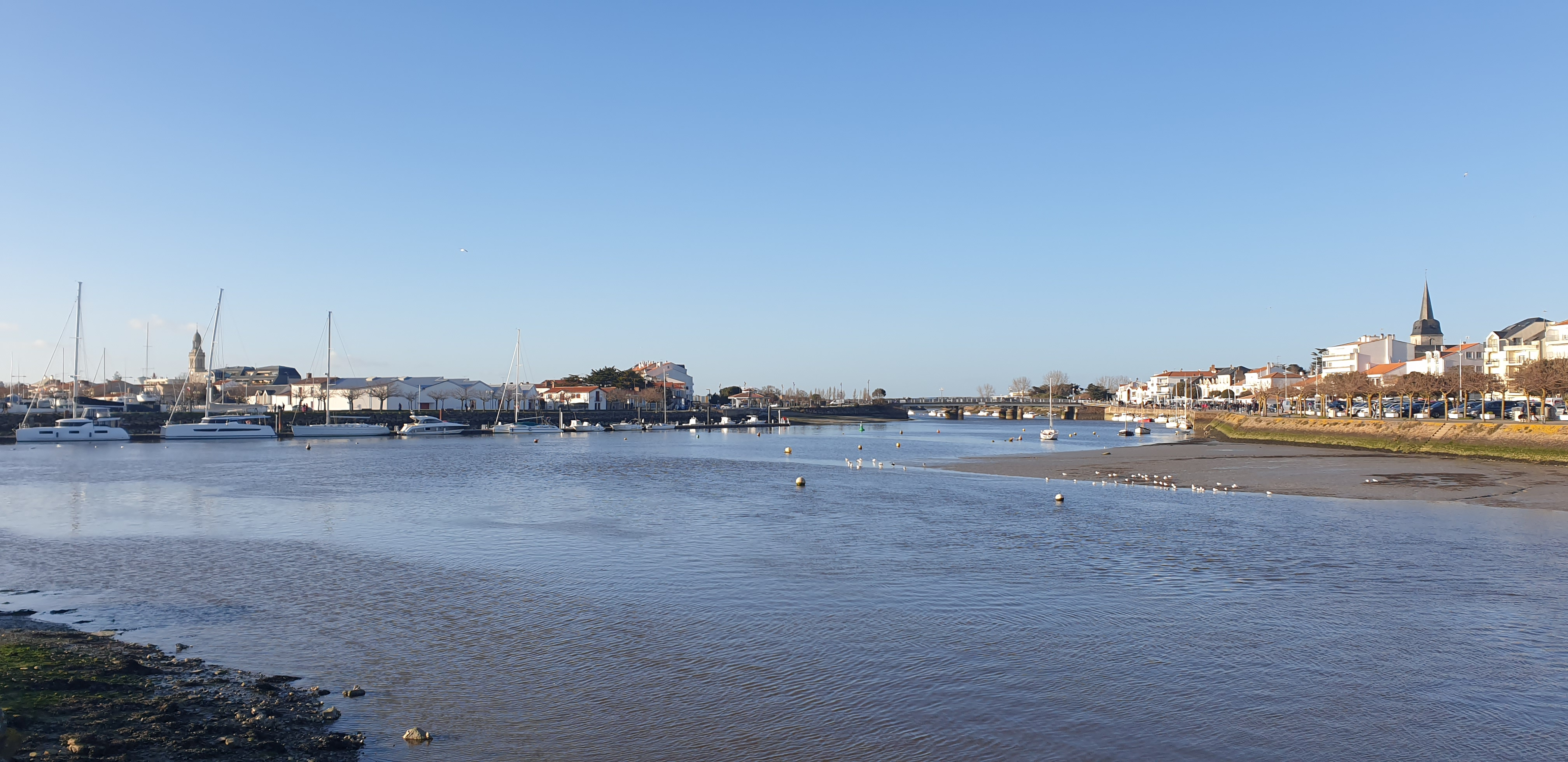
Le Jaunay (qui arrive du bas de la photo) au confluent avec la Vie (qui vient de la droite).

Nous retrouvons ce nouveau tracé avec la création du canal le long de la dune sur une carte de Claude Massé en 1703
. Sur une précédente carte Mercator de 1635 à 1654, le Jaunay figure avec son ancien cours de fleuve et son embouchure séparée de celle de la Vie .

### Affluents et nombre de Strahler
Parmi les vingt-sept affluents du Jaunay répertoriés par le Sandre, trois dépassent les dix kilomètres, soit d'amont vers l'aval : l'Idavière (10,12 km) en rive gauche, la Boëre (ou Coussaie, ou ruisseau de la Courbe dans sa partie amont) longue de 14,98 km en rive droite et le Gué Gorand, (ou ruisseau du Gué Gorand) long de 18,95 km en rive droite.
La Boëre ayant un sous-affluent sans nom long de 0,95 km qui a lui-même un sous-affluent sans nom long de 0,42 km, le nombre de Strahler du Jaunay est de six.

### Communes traversées
Dans le seul département de la Vendée, le Jaunay arrose treize communes,, soit d'amont vers l'aval : Venansault (source), Landeronde, Beaulieu-sous-la-Roche, Aizenay, Martinet, La Chapelle-Hermier, Saint-Julien-des-Landes, Landevieille, L'Aiguillon-sur-Vie, La  Chaize-Giraud, Bretignolles-sur-Mer, Givrand et Saint-Gilles-Croix-de-Vie (confluence avec la Vie).

## Lac du Jaunay

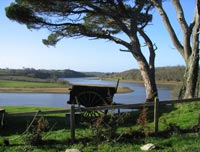
Vue du lac du Jaunay à La Chapelle-Hermier depuis le camping Le Pin Parasol.

Le lac du Jaunay est une réserve d'eau potable de 3 700 000 m3 qui s'étend sur 114 hectares et s'étire sur 8 km. Il résulte de la construction d'un barrage de 200 m de long situé à la Savarière, sur la commune de Landevieille. Ce barrage a été construit l’année suivant la canicule de 1976. Au niveau du barrage, deux pompes (plus une de secours) permettent de prélever jusqu’à 2 400 m3/h. L’eau traitée est ensuite envoyée sur la même commune, vers le château d’eau de la Nathalinière, d’une capacité de 3 000 m3. 
Le lac est partagé entre quatre communes, Saint-Julien-des-Landes et Landevieille en rive gauche, et La Chapelle-Hermier et L'Aiguillon-sur-Vie en rive droite.
Ce lac est très réputé pour la pêche : elle y est ouverte toute l'année, sauf pour les brochets et sandres (fermée du dernier dimanche de janvier au 2e samedi de mai exclus).